# Reinhard Carl Friedrich von Dalwigk
Reinhard Carl Friedrich von Dalwigk, friherre zu Lichtenfels, född 19 december 1802, död 28 september 1880, var en hessisk politiker.
Dalwigk om i statstjänst 1828, blev 1842 riksråd i Worms, 1845 i Mainz. Från 1850 blev han inrikesminister och samma år ministerpresident och utrikesminister. Dalwigks politik kännetecknades av reaktion mot den frihetsrörelse, som 1848 fått ett uttryck i Frankfurtparlamentet, och försökte gynna katolikerna. I striden om Tysklands enhet företrädde han triastanken och försökte genom Würzburgkonventionen samla de mindre staterna i mellersta Tyskland till ett förbund för att därigenom motverka Preussens hegemonisträvanden. 1866 ställde sig Hessen på Österrikes sida, och storhertigen och Dalwigk måste fly till München, och freden dikterades av Otto von Bismarck. Fransk-tyska kriget gjorde slut på Dalwigk försök att införa en annan ordning i det kommande tyska riket än vad Bismarck avsett. Han undertecknade i Versailles de "stipulationer" som reglerade Hessens framtid. Trots denna senkomna lojalitet mot Tysklands "nya och glänsande framtid" som han själv formulerade sig, blev han samma år på Bismarcks önskemål avskedad.

## Utmärkelser
- Storkorset av Nederländska Lejonorden,  5 april 1855[4]
- Första klassen av Röda örns orden
- Järnkroneorden
- Bayerska Sankt Mikaels förtjänstorden
- Vendiska kronans husorden
- Zähringer Löwenorden
- Hessiska Ludvigsorden
- Storkorset av Filip den ädelmodiges orden
- Bayerska kronorden
- Storkorset av Fredriksorden
- Sankt Alexander Nevskij-orden
- Storofficer av Hederslegionen

[Redigera Wikidata]